# أثر تراكمي
يمكن تعريف الآثار التراكمية (بالإنجليزية: Cumulative effects)، والتي يشار إليها أيضًا بالتأثيرات البيئية التراكمية والتأثيرات التراكمية، على أنها تغييرات في البيئة ناجمة عن التأثير المشترك للأنشطة البشرية والعمليات الطبيعية في الماضي والحاضر والمستقبل. الآثار التراكمية على البيئة هي نتيجة لأنشطة متعددة قد تكون آثارها المباشرة الفردية طفيفة نسبيًا ولكن إلى جانب نتائج أخرى هي آثار بيئية كبيرة. قد يكون للتأثيرات المتعددة للأنشطة المختلفة تأثير إضافي أو تآزري أو معادي على بعضها البعض ومع العمليات الطبيعية. قد يكون من الصعب التنبؤ بالتأثيرات التراكمية وإدارتها بسبب عدم كفاية البيانات الأساسية البيئية والعمليات البيئية المعقدة والنطاق الواسع الذي تحدث فيه التنمية البشرية.
بدأ ظهور الآثار التراكمية في اللوائح البيئية في السبعينيات ومنذ ذلك الحين يُنظر إليها بشكل متزايد على أنها اعتبار في تقييمات الأثر البيئي وإدارة الأراضي . وعلى الرغم من أهميتها المتزايدة، لا توجد منهجيات مقبولة بشكل عام لتقييم الآثار التراكمية ولا يزال هناك نقاش حول القضية.
تؤدي العديد من الأنشطة البشرية إلى تأثيرات مباشرة وغير مباشرة تؤثر بشكل جماعي على البيئة. يمكن أن تؤدي آثار الأنشطة مع العمليات الطبيعية إلى استجابات متتالية في النظم البيئية يمكن أن تصبح غير متوقعة. بعض الأنشطة المعروف أن لها تأثيرات كبيرة على البيئة وتساهم بشكل كبير في التأثيرات التراكمية هي تنمية الموارد البحرية وإنتاج الطاقة واستهلاكها وتغيرات استخدام الأراضي. تؤدي الآثار البيئية التراكمية للأنشطة البشرية في نهاية المطاف إلى تكثيف الاحترار العالمي وتغير المناخ.